# Brjanský automobilový závod
BAZ (rusky Брянский автомобильный завод, Brjanskij Avtomobilnij Zavod – Brjanský automobilový závod, zkráceně БАЗ – BAZ) je ruský výrobce nákladních automobilů, založený roku 1958 jako pobočka továrny ZiL ve městě Brjansk. Jde o jednoho z předních ruských výrobců vojenské techniky. Vyrábí terénní nákladní automobily a tahače s nosností 14 až 40 tun.
Původně se zde vyráběly komponenty jako hnací nápravy, podvozek, nástavby a další díly pro automobil ZIL-131. Už v roce 1959 sem byla z moskevské továrny přesunuta výroba armádních vozidel a v roce 1960 zde byla založena speciální uzavřená konstrukční kancelář a nezávislá výroba.